# Michael Olunga
Michael Olunga Ogada (Nairobi, 26 marzo 1994) è un calciatore keniota, attaccante dell'Al-Arabi e della nazionale keniota.

## Carriera

### Club
Durante il suo periodo di studi alla Upper Hill School, Olunga ha iniziato a giocare per il Liberty Sports Academy nel campionato della contea di Nairobi. Nel corso della stagione ha realizzato 32 gol (di cui sette nell'arco di una singola partita), aiutando la squadra a rimanere imbattuta e ad essere promossa nel campionato della provincia di Nairobi.
Nei tre anni successivi, il Liberty Sports Academy lo ha girato in prestito ad altrettante società keniote. Nel 2015 ha militato nei campioni nazionali del Gor Mahia, laureandosi vice capocannoniere della Kenyan Premier League di quell'anno con 19 reti segnate. A fine stagione è stato nominato miglior giocatore del campionato.
Il 17 febbraio 2016 è stato ufficialmente acquisito dagli svedesi del Djurgården, dopo aver svolto un provino in pre-campionato. Nei primi tre mesi dell'Allsvenskan 2016 parte titolare solo in rari casi, poi trova un posto fisso nell'undici di partenza, con il club che nel frattempo aveva ceduto il liberiano Sam Johnson. L'8 agosto 2016, alla 17ª giornata, Olunga ha trovato i primi due gol svedesi, siglando una doppietta nella vittoria per 3-1 contro l'IFK Göteborg nel primo match del nuovo tecnico Mark Dempsey. Sbloccatosi, ha segnato un totale di 12 gol in tre mesi fino a novembre, mese in cui è terminato il campionato.
Nel gennaio 2017 il Djurgården ha accettato di cedere Olunga ai cinesi del Guizhou Hengfeng Zhicheng in cambio di una cifra intorno ai 30-40 milioni di corone svedesi.
Il 13 gennaio 2018 nell'incontro contro il Las Palmas vinto dalla sua squadra per 6 a 0, diviene il primo calciatore keniota a segnare nella Liga ed il primo calciatore del Girona a segnare una tripletta nella massima divisione spagnola. Passato al Kashiwa Reysol, il 24 novembre 2019 realizza otto reti nell'ultima giornata di campionato, vinta 13-1 contro il Kyoto Sanga, terminando la stagione con 27 gol in 30 turni.

### Nazionale
Olunga ha debuttato con la nazionale keniota il 29 marzo 2015, giocando nell'amichevole esterna contro le Seychelles. La prima rete con la maglia delle Harambee Stars è arrivata il 6 settembre dello stesso anno, durante la sconfitta casalinga per 1-2 contro lo Zambia.

## Statistiche

### Presenze e reti nei club
Statistiche aggiornate al 17 settembre 2022.
| Stagione              | Squadra               | Campionato            | Campionato | Campionato | Coppe nazionali | Coppe nazionali | Coppe nazionali | Coppe continentali | Coppe continentali | Coppe continentali | Altre coppe | Altre coppe | Altre coppe | Totale | Totale |
| Stagione              | Squadra               | Comp.                 | Pres.      | Reti       | Comp.           | Pres.           | Reti            | Comp.              | Pres.              | Reti               | Comp.       | Pres.       | Reti        | Pres.  | Reti   |
| --------------------- | --------------------- | --------------------- | ---------- | ---------- | --------------- | --------------- | --------------- | ------------------ | ------------------ | ------------------ | ----------- | ----------- | ----------- | ------ | ------ |
| 2013                  | Tusker                | PL                    | 18         | 2          | CK              | ?               | ?               | CCL                | 3                  | 1                  | -           | -           | -           | 21+    | 3+     |
| 2014                  | Thika Utd             | PL                    | 26         | 9          | CK              | ?               | ?               | -                  | -                  | -                  | -           | -           | -           | 26+    | 9+     |
| 2015                  | Gor Mahia             | PL                    | 27         | 19         | CK              | ?               | ?               | CCL                | 4                  | 0                  | -           | -           | -           | 31+    | 19+    |
| 2016                  | Djurgården            | A                     | 27         | 12         | CS              | 1               | 0               | -                  | -                  | -                  | -           | -           | -           | 28     | 12     |
| 2017                  | Guizhou Zhicheng      | CSL                   | 9          | 2          | CC              | 0               | 0               | -                  | -                  | -                  | -           | -           | -           | 9      | 2      |
| 2017-2018             | Girona                | PD                    | 14         | 3          | CR              | 2               | 0               | -                  | -                  | -                  | CC          | 1           | 0           | 17     | 3      |
| ago.-dic. 2018        | Kashiwa Reysol        | J1                    | 10         | 3          | CG+CdL          | 0               | 0               | -                  | -                  | -                  | -           | -           | -           | 10     | 3      |
| 2019                  | Kashiwa Reysol        | J2                    | 30         | 27         | CG+CdL          | 0+3             | 0+2             | -                  | -                  | -                  | -           | -           | -           | 33     | 29     |
| 2020                  | Kashiwa Reysol        | J1                    | 32         | 28         | CdL             | 3               | 1               | -                  | -                  | -                  | -           | -           | -           | 35     | 29     |
| Totale Kashiwa Reysol | Totale Kashiwa Reysol | Totale Kashiwa Reysol | 72         | 58         |                 | 6               | 3               |                    | -                  | -                  |             | -           | -           | 78     | 61     |
| gen.-giu. 2021        | Al-Duhail             | QSL                   | 9          | 6          | CQ+CdL          | 3+0             | 5+0             | ACL                | 6                  | 9                  | Cmc+CdQ     | 2+2         | 0           | 22     | 20     |
| 2021-2022             | Al-Duhail             | QSL                   | 20         | 24         | CQ              | 4               | 2               | ACL                | 5                  | 4                  | -           | -           | -           | 29     | 30     |
| 2022-2023             | Al-Duhail             | QSL                   | 22         | 22         | CQ+CdL          | 1+5             | 0+10            | ACL                | 3                  | 2                  | CdQ         | 2           | 2           | 33     | 36     |
| 2023-2024             | Al-Duhail             | QSL                   | 7          | 7          | CQ+CdL          | 0+0             | 0+0             | ACL                | 3                  | 1                  | -           | -           | -           | 10     | 8      |
| Totale Al-Duhail      | Totale Al-Duhail      | Totale Al-Duhail      | 58         | 59         |                 | 13              | 17              |                    | 17                 | 16                 |             | 6           | 2           | 94     | 94     |
| Totale carriera       | Totale carriera       | Totale carriera       | 251        | 164        |                 | 22+             | 20+             |                    | 24                 | 17                 |             | 7           | 2           | 304+   | 203+   |

### Cronologia presenze e reti in nazionale
| Cronologia completa delle presenze e delle reti in nazionale ― Kenya | Cronologia completa delle presenze e delle reti in nazionale ― Kenya | Cronologia completa delle presenze e delle reti in nazionale ― Kenya | Cronologia completa delle presenze e delle reti in nazionale ― Kenya | Cronologia completa delle presenze e delle reti in nazionale ― Kenya | Cronologia completa delle presenze e delle reti in nazionale ― Kenya | Cronologia completa delle presenze e delle reti in nazionale ― Kenya | Cronologia completa delle presenze e delle reti in nazionale ― Kenya |
| Data                                                                 | Città                                                                | In casa                                                              | Risultato                                                            | Ospiti                                                               | Competizione                                                         | Reti                                                                 | Note                                                                 |
| -------------------------------------------------------------------- | -------------------------------------------------------------------- | -------------------------------------------------------------------- | -------------------------------------------------------------------- | -------------------------------------------------------------------- | -------------------------------------------------------------------- | -------------------------------------------------------------------- | -------------------------------------------------------------------- |
| 29-3-2015                                                            | Victoria                                                             | Seychelles                                                           | 0 – 2                                                                | Kenya                                                                | Amichevole                                                           | -                                                                    | 55’                                                                  |
| 7-6-2015                                                             | Kigali                                                               | Kenya                                                                | 2 – 0                                                                | Sudan del Sud                                                        | Amichevole                                                           | 1                                                                    | 46’                                                                  |
| 14-6-2015                                                            | Owando                                                               | Rep. del Congo                                                       | 1 – 1                                                                | Kenya                                                                | Qual. Coppa d'Africa 2017                                            | -                                                                    |                                                                      |
| 21-6-2015                                                            | Bahar Dar                                                            | Etiopia                                                              | 2 – 0                                                                | Kenya                                                                | Campionato delle Nazioni Africane                                    | -                                                                    |                                                                      |
| 4-7-2015                                                             | Nairobi                                                              | Kenya                                                                | 0 – 0                                                                | Etiopia                                                              | Campionato delle Nazioni Africane                                    | -                                                                    |                                                                      |
| 6-9-2015                                                             | Nairobi                                                              | Kenya                                                                | 1 – 2                                                                | Zambia                                                               | Qual. Coppa d'Africa 2017                                            | 1                                                                    |                                                                      |
| 7-10-2015                                                            | Curepipe                                                             | Mauritius                                                            | 2 – 5                                                                | Kenya                                                                | Qual. Mondiali 2018                                                  | 1                                                                    |                                                                      |
| 11-10-2015                                                           | Nairobi                                                              | Kenya                                                                | 0 – 0                                                                | Mauritius                                                            | Qual. Mondiali 2018                                                  | -                                                                    | 90+2’                                                                |
| 13-11-2015                                                           | Nairobi                                                              | Kenya                                                                | 1 – 0                                                                | Capo Verde                                                           | Qual. Mondiali 2018                                                  | 1                                                                    |                                                                      |
| 17-11-2015                                                           | Praia                                                                | Capo Verde                                                           | 2 – 0                                                                | Kenya                                                                | Qual. Mondiali 2018                                                  | -                                                                    |                                                                      |
| 22-11-2015                                                           | Addis Abeba                                                          | Kenya                                                                | 2 – 0                                                                | Uganda                                                               | CECAFA Cup                                                           | 1                                                                    |                                                                      |
| 25-11-2015                                                           | Auasa                                                                | Kenya                                                                | 1 – 1                                                                | Burundi                                                              | CECAFA Cup                                                           | 1                                                                    |                                                                      |
| 27-11-2015                                                           | Auasa                                                                | Kenya                                                                | 1 – 3                                                                | Zanzibar                                                             | CECAFA Cup                                                           | -                                                                    |                                                                      |
| 1-12-2015                                                            | Addis Abeba                                                          | Ruanda                                                               | 0 – 0                                                                | Burundi                                                              | CECAFA Cup                                                           | -                                                                    | 18’                                                                  |
| 23-3-2016                                                            | Bissau                                                               | Guinea-Bissau                                                        | 1 – 0                                                                | Kenya                                                                | Qual. Coppa d'Africa 2017                                            | -                                                                    |                                                                      |
| 27-3-2016                                                            | Nairobi                                                              | Kenya                                                                | 0 – 1                                                                | Guinea-Bissau                                                        | Qual. Coppa d'Africa 2017                                            | -                                                                    |                                                                      |
| 5-6-2016                                                             | Nairobi                                                              | Kenya                                                                | 2 – 1                                                                | Rep. del Congo                                                       | Qual. Coppa d'Africa 2017                                            | -                                                                    | 80’                                                                  |
| 30-8-2016                                                            | Kampala                                                              | Uganda                                                               | 0 – 0                                                                | Kenya                                                                | Amichevole                                                           | -                                                                    | 83’                                                                  |
| 4-9-2016                                                             | Ndola                                                                | Zambia                                                               | 1 – 1                                                                | Kenya                                                                | Qual. Coppa d'Africa 2017                                            | -                                                                    | 65’                                                                  |
| 4-10-2016                                                            | Kinshasa                                                             | RD del Congo                                                         | 0 – 1                                                                | Kenya                                                                | Amichevole                                                           | 1                                                                    |                                                                      |
| 12-11-2016                                                           | Nairobi                                                              | Kenya                                                                | 1 – 0                                                                | Mozambico                                                            | Amichevole                                                           | -                                                                    |                                                                      |
| 15-11-2016                                                           | Nairobi                                                              | Kenya                                                                | 1 – 0                                                                | Liberia                                                              | Amichevole                                                           | -                                                                    | 65’                                                                  |
| 23-3-2017                                                            | Machakos                                                             | Kenya                                                                | 1 – 1                                                                | Uganda                                                               | Amichevole                                                           | 1                                                                    | 61’                                                                  |
| 26-3-2017                                                            | Machakos                                                             | Kenya                                                                | 2 – 1                                                                | RD del Congo                                                         | Amichevole                                                           | 2                                                                    |                                                                      |
| 10-6-2017                                                            | Freetown                                                             | Sierra Leone                                                         | 2 – 1                                                                | Kenya                                                                | Qual. Coppa d'Africa 2019                                            | 1                                                                    |                                                                      |
| 5-10-2017                                                            | Bassora                                                              | Iraq                                                                 | 2 – 1                                                                | Kenya                                                                | Amichevole                                                           | 1                                                                    |                                                                      |
| 8-10-2017                                                            | Nonthaburi                                                           | Thailandia                                                           | 1 – 0                                                                | Kenya                                                                | Amichevole                                                           | -                                                                    |                                                                      |
| 24-3-2018                                                            | Marrakech                                                            | Kenya                                                                | 2 – 2                                                                | Comore                                                               | Amichevole                                                           | -                                                                    |                                                                      |
| 27-3-2018                                                            | Marrakech                                                            | Kenya                                                                | 2 – 3                                                                | Rep. Centrafricana                                                   | Amichevole                                                           | 1                                                                    |                                                                      |
| 8-9-2018                                                             | Nairobi                                                              | Kenya                                                                | 1 – 0                                                                | Ghana                                                                | Qual. Coppa d'Africa 2019                                            | -                                                                    |                                                                      |
| 10-10-2018                                                           | Addis Abeba                                                          | Etiopia                                                              | 0 – 0                                                                | Kenya                                                                | Qual. Coppa d'Africa 2019                                            | -                                                                    | 37’                                                                  |
| 14-10-2018                                                           | Nairobi                                                              | Kenya                                                                | 3 – 0                                                                | Etiopia                                                              | Qual. Coppa d'Africa 2019                                            | 1                                                                    | 90+2’                                                                |
| 7-6-2019                                                             | Bondoufle                                                            | Kenya                                                                | 1 – 0                                                                | Madagascar                                                           | Amichevole                                                           | -                                                                    | 46’                                                                  |
| 14-6-2019                                                            | Madrid                                                               | RD del Congo                                                         | 1 – 1                                                                | Namibia                                                              | Amichevole                                                           | 1                                                                    | 82’                                                                  |
| 23-6-2019                                                            | Il Cairo                                                             | Algeria                                                              | 2 – 0                                                                | Kenya                                                                | Coppa d'Africa 2019 - 1º turno                                       | -                                                                    |                                                                      |
| 27-6-2019                                                            | Il Cairo                                                             | Tanzania                                                             | 2 – 3                                                                | Kenya                                                                | Coppa d'Africa 2019 - 1º turno                                       | 2                                                                    |                                                                      |
| 1-7-2019                                                             | Il Cairo                                                             | Kenya                                                                | 0 – 3                                                                | Senegal                                                              | Coppa d'Africa 2019 - 1º turno                                       | -                                                                    |                                                                      |
| 8-9-2019                                                             | Nairobi                                                              | Kenya                                                                | 1 – 1                                                                | Uganda                                                               | Amichevole                                                           | -                                                                    |                                                                      |
| 13-10-2019                                                           | Nairobi                                                              | Kenya                                                                | 0 – 1                                                                | Mozambico                                                            | Amichevole                                                           | -                                                                    |                                                                      |
| 14-11-2019                                                           | Alessandria d'Egitto                                                 | Egitto                                                               | 1 – 1                                                                | Kenya                                                                | Qual. Coppa d'Africa 2021                                            | 1                                                                    |                                                                      |
| 18-11-2019                                                           | Nairobi                                                              | Kenya                                                                | 0 – 1                                                                | Togo                                                                 | Qual. Coppa d'Africa 2021                                            | -                                                                    |                                                                      |
| 25-3-2021                                                            | Nairobi                                                              | Kenya                                                                | 1 – 1                                                                | Egitto                                                               | Qual. Coppa d'Africa 2021                                            | -                                                                    | cap.                                                                 |
| 2-9-2021                                                             | Nairobi                                                              | Kenya                                                                | 0 – 0                                                                | Uganda                                                               | Qual. Mondiali 2022                                                  | -                                                                    | cap.                                                                 |
| 5-9-2021                                                             | Kigali                                                               | Ruanda                                                               | 1 – 1                                                                | Kenya                                                                | Qual. Mondiali 2022                                                  | 1                                                                    | cap.                                                                 |
| 7-10-2021                                                            | Agadir                                                               | Mali                                                                 | 5 – 0                                                                | Kenya                                                                | Qual. Mondiali 2022                                                  | -                                                                    | cap.                                                                 |
| 10-10-2021                                                           | Nairobi                                                              | Kenya                                                                | 0 – 1                                                                | Mali                                                                 | Qual. Mondiali 2022                                                  | -                                                                    | cap.                                                                 |
| 11-11-2021                                                           | Kampala                                                              | Uganda                                                               | 1 – 1                                                                | Kenya                                                                | Qual. Mondiali 2022                                                  | 1                                                                    | cap.                                                                 |
| 15-11-2021                                                           | Nairobi                                                              | Kenya                                                                | 2 – 1                                                                | Ruanda                                                               | Qual. Mondiali 2022                                                  | 1                                                                    | cap.                                                                 |
| 28-3-2023                                                            | Teheran                                                              | Iran                                                                 | 2 – 1                                                                | Kenya                                                                | Amichevole                                                           | 1                                                                    | cap.                                                                 |
| 14-6-2023                                                            | Saint-Pierre                                                         | Pakistan                                                             | 0 – 1                                                                | Kenya                                                                | Amichevole                                                           | -                                                                    | cap.                                                                 |
| 18-6-2023                                                            | Saint-Pierre                                                         | Mauritius                                                            | 1 – 0                                                                | Kenya                                                                | Amichevole                                                           | -                                                                    | cap. 65’                                                             |
| 7-9-2023                                                             | Al Wakrah                                                            | Qatar                                                                | 1 – 2                                                                | Kenya                                                                | Amichevole                                                           | -                                                                    | cap.                                                                 |
| 16-10-2023                                                           | Aksu                                                                 | Russia                                                               | 2 – 2                                                                | Kenya                                                                | Amichevole                                                           | -                                                                    | cap. 72’                                                             |
| 16-11-2023                                                           | Franceville                                                          | Gabon                                                                | 2 – 1                                                                | Kenya                                                                | Qual. Mondiali 2026                                                  | -                                                                    | cap.                                                                 |
| 20-11-2023                                                           | Abidjan                                                              | Seychelles                                                           | 0 – 5                                                                | Kenya                                                                | Qual. Mondiali 2026                                                  | 2                                                                    | cap.                                                                 |
| 23-3-2024                                                            | Lilongwe                                                             | Malawi                                                               | 0 – 4                                                                | Kenya                                                                | Amichevole                                                           | 2                                                                    | cap. 68’ 90+1’                                                       |
| 26-3-2024                                                            | Lilongwe                                                             | Zimbabwe                                                             | 1 – 3                                                                | Kenya                                                                | Amichevole                                                           | 3                                                                    | cap.                                                                 |
| 7-6-2024                                                             | Lilongwe                                                             | Kenya                                                                | 1 – 1                                                                | Burundi                                                              | Qual. Mondiali 2026                                                  | -                                                                    | cap.                                                                 |
| 11-6-2024                                                            | Lilongwe                                                             | Kenya                                                                | 0 – 0                                                                | Costa d'Avorio                                                       | Qual. Mondiali 2026                                                  | -                                                                    | cap.                                                                 |
| 11-10-2024                                                           | Yaoundé                                                              | Camerun                                                              | 4 – 1                                                                | Kenya                                                                | Qual. Coppa d'Africa 2025                                            | 1                                                                    | cap.                                                                 |
| 14-10-2024                                                           | Nairobi                                                              | Kenya                                                                | 0 – 1                                                                | Camerun                                                              | Qual. Coppa d'Africa 2025                                            | -                                                                    | cap.                                                                 |
| 14-11-2024                                                           | Polokwane                                                            | Zimbabwe                                                             | 1 – 1                                                                | Kenya                                                                | Qual. Coppa d'Africa 2025                                            | -                                                                    | cap.                                                                 |
| 20-3-2025                                                            | Abidjan                                                              | Gambia                                                               | 3 – 3                                                                | Kenya                                                                | Qual. Mondiali 2026                                                  | 1                                                                    | cap. 85’                                                             |
| 23-3-2025                                                            | Nairobi                                                              | Kenya                                                                | 1 – 2                                                                | Gabon                                                                | Qual. Mondiali 2026                                                  | 1                                                                    | cap.                                                                 |
| Totale                                                               |                                                                      | Presenze                                                             | 65                                                                   |                                                                      | Reti                                                                 | 32                                                                   |                                                                      |

## Palmarès

### Club
- J2 League: 1

Kashiwa Reysol: 2019
- Coppa dell'Emiro del Qatar: 1

Al Duhail: 2021-2022

### Individuale
- Squadra del campionato giapponese: 1

2020
- Capocannoniere del campionato giapponese: 1

2020 (28 reti)
- Capocannoniere dell'AFC Champions League: 1

2021 (9 reti)
- Capocannoniere del campionato qatariota: 2

2021-2022 (24 reti), 2022-2023 (22 reti)